# ۱۳۹۶ (قمری)
۱۳۹۶ (قمری)، هزار و سیصد و نود و ششمین سال در گاهشماری هجری قمری است. اول محرم این سال برابر با سوم ژانویه سال ۱۹۷۶ میلادی است.

## وابسته
- حاج آقا رحیم ارباب